# Losco
Alfonso Losco Contreras (Madrid, España, 13 de noviembre de 1925) es un exfutbolista español que se desempeñaba como defensa.

## Clubes
| Club                  | País   | Año       |
| --------------------- | ------ | --------- |
| Real Valladolid C. F. | España | 1952-1957 |